# Elacatinus illecebrosus
Elacatinus illecebrosus és una espècie de peix de la família dels gòbids i de l'ordre dels perciformes que es troba des de Yucatán (Mèxic) fins a Panamà.
Els adults poden assolir els 4 cm de longitud total.